# Uranus trojaner

Bilden visar de fem Lagrangepunkterna i ett tvåkroppssystem där den ena av kropparna har betydligt större massa än den andra.

Uranus trojaner är en mindre himlakropp som delar omloppsbana med Uranus. Fram till april 2018 har endast en Uranus trojan bekräftats, 2011 QF99.
Uranus båda Lagrangepunkter L4 och L5 är instabila, vilket får till följd att 2011 QF99 kommer lämna L4 om drygt 70 000 år.
Det får också till följd att andra mindre himlakroppar under lång tid kommer befinna sig i antingen L 4 eller L5 och då klassas som Uranus trojaner

## Lista kända Uranus trojaner
- 2011 QF99